# Rikard Grönborg

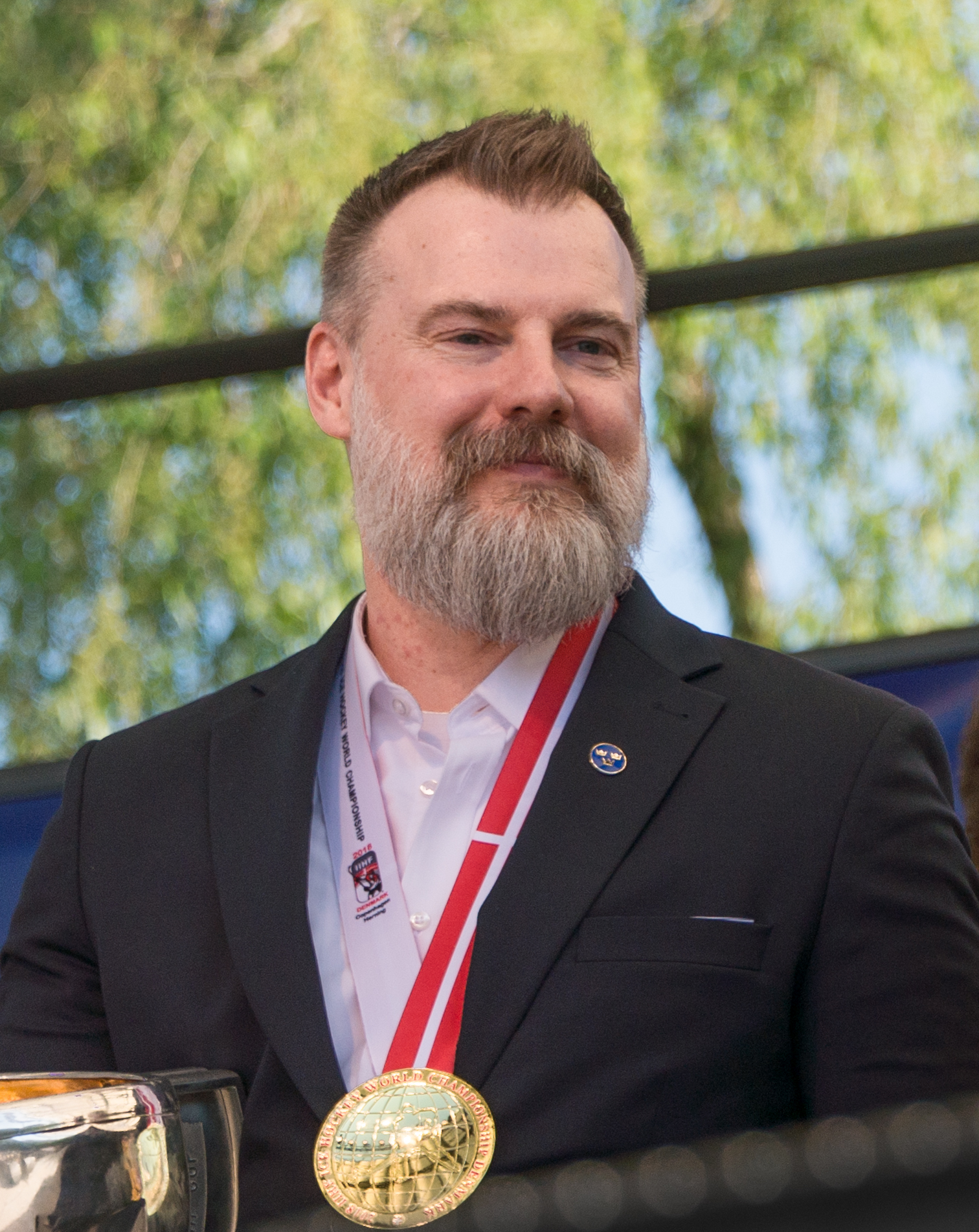
Rikard Grönborg under firandet av VM-hjältarna i Kungsträdgården i Stockholm den 21 maj 2018.

Jan Rikard Grönborg, född 8 juni 1968 i Huddinge, är en svensk tidigare ishockeyförsvarsspelare, tränare och scout. Grönborg utsågs till huvudtränare för Tre Kronor den 25 augusti 2015, och hans första turnering som förbundskapten var World Cup 2016. Mellan säsongerna 2013/2014 - 2015/2016 var Grönborg huvudtränare för Sveriges herrjuniorlandslag i ishockey. Han var även assisterande tränare för herrjuniorlandslaget då de tog guld vid Juniorvärldsmästerskapet i ishockey 2012. Grönborg är både svensk och amerikansk medborgare.
Han var förbundskapten för Tre Kronor som  vann VM-guld i Tyskland och Frankrike genom att slå Kanada på straffar i finalen. Likaså 2018 när Sverige vann VM i Danmark genom finalseger över Schweiz, också det på straffar.
I slutet av augusti 2018 meddelades att han slutar träna svenska landslaget efter säsongen 2018–2019.
Strax innan världsmästerskapet 2019 stod det klart att Grönborgs nästa uppdrag blir som tränare för ZSC Lions i Zürich, Schweiz.
Sedan säsongen 2023–2024 fungerar Grönborg som huvudtränare för FM-ligalaget Tappara i Tammerfors i Finland.

## Klubbkarriär som spelare
| 1986–87 | Huddinge IK             | Division 1 | 9  | 1 | 1  | 2  | 2   |   |   |   |   |   |
| 1987–88 | Huddinge IK             | Division 1 | 15 | 0 | 2  | 2  | 14  |   |   |   |   |   |
| 1988–89 | Huddinge IK             | Division 1 | 24 | 2 | 2  | 4  | 54  | 3 | 0 | 0 | 0 | 8 |
| 1989–90 | St. Cloud State Huskies | NCAA       | 11 | 1 | 2  | 3  |     |   |   |   |   |   |
| 1990–91 | St. CLoud State Huskies | NCAA       | 28 | 0 | 5  | 5  | 36  |   |   |   |   |   |
| 1991–92 | St. Cloud State Huskies | NCAA       | 32 | 4 | 7  | 11 | 76  |   |   |   |   |   |
| 1992–93 | Rögle BK                | Elitserien |    |   |    |    |     |   |   |   |   |   |
|         |                         |            |    |   |    |    |     |   |   |   |   |   |
| 1992/93 | Tyringe SoSS            | Division 1 | 32 | 3 | 12 | 15 | 122 |   |   |   |   |   |
| 1993–94 | Hammarby IF             | Division 1 | 36 | 7 | 11 | 18 | 150 | 5 | 0 | 1 | 1 | 4 |